# Svenska mästerskapen i kortbanesimning 1991
Svenska mästerskapen i kortbanesimning 1991 avgjordes i Sydpoolen, Södertälje mellan den 22 och 24 november 1991. Det var den 39:e upplagan av kortbane-SM. 

## Medaljsummering

### Herrar
| Gren            | Guld                                                          | Guld                  | Silver                   | Silver                | Brons                         | Brons                         |
| 50 m frisim     | Lars-Ove Jansson 22,77                                        | Upsala S              | Joakim Holmquist 22,87   | Jönköpings SS         | Göran Titus 23,10             | Karlskrona SS                 |
| 100 m frisim    | Joakim Holmqvist 49,59                                        | Jönköpings SS         | Tommy Werner 50,09       | Karlskrona SS         | Lars-Ove Jansson 50,20        | Upsala S                      |
| 200 m frisim    | Anders Holmertz 1.45,87                                       | Spårvägens SF         | Tommy Werner 1.47,50     | Karlskrona SS         | Christer Wallin 1.48,01       | Mölndals ASS                  |
| 400 m frisim    | Anders Holmertz 3.51,64                                       | Spårvägens SF         | Christer Wallin 3.52,19  | Mölndals ASS          | Hans-Olov Nilsson 3.54,17     | Malmö KK                      |
| 1 500 m frisim  | Björn Möller 15.32,53                                         | Malmö KK              | Tomas Eriksson 15.34,49  | SK Elfsborg           | Christer Wallin 15.35,19      | Mölndals ASS                  |
| 50 m fjärilsim  | Jan Karlsson 24,45 0NR0                                       | Borlänge SS           | Anders Rasmusson 25,06   | Helsingborgs S        | Jonas Lögdberg 25,40          | Täby Sim                      |
| 100 m fjärilsim | Jonas Lögdberg 55,18                                          | Täby Sim              | Mats Rasmusson 55,33     | Helsingborgs S        | Jan Karlsson 55,52            | Borlänge SS                   |
| 200 m fjärilsim | Mats Rasmusson 2.00,47                                        | Helsingborgs S        | Gustaf Johansson 2.00,75 | SK Neptun             | Magnus Larsson 2.01,85        | Skärets SS                    |
| 50 m ryggsim    | Rudi Dollmayer 26,31                                          | SK Ran                | Nicklas Håkansson 26,39  | Stockholmspolisens IF | Göran Sköld 26,43             | Södertörns SS                 |
| 100 m ryggsim   | Nicklas Håkansson 56,15                                       | Stockholmspolisens IF | Pär Gustafsson 56,39     | Ängelholms SS         | Daniel Lönnberg 56,           | Växjö SS                      |
| 200 m ryggsim   | Martin Svensson 2.00,87                                       | Jönköpings SS         | Pär Gustafsson 2.01,75   | Ängelholms SS         | Zsolt Hegmegi 2.02,20         | Jönköpings SS                 |
| 50 m bröstsim   | Jan Stensson 29,16                                            | Upsala S              | Peter Karlsson 29,34     | Västerås SS           | Patrik Isaksson 29,44         | Västerås SS                   |
| 100 m bröstsim  | Patrik Isaksson 1.03,08                                       | Västerås SS           | Jan Stensson 1.04,05     | Upsala S              | Anders Stensson 1.04,23       | Upsala S                      |
| 200 m bröstsim  | Anders Stensson 2.18,18                                       | Upsala S              | Magnus Classen 2.18,56   | Norrköpings KK        | Peter Karlsson 2.18           | Västerås SS                   |
| 100 m medley    | Hans-Olov Nilsson 57,82                                       | Malmö KK              |                          |                       |                               |                               |
| 200 m medley    | Anders Holmertz 2.01,75                                       | Spårvägens SF         | Bert-Ola Eriksson 2.04   | Kalix SS              | Björn Möller 2.04,96          | Malmö KK                      |
| 400 m medley    | Björn Möller 4.23,64                                          | Malmö KK              | Magnus Aronsson 4.25,01  | Spårvägens SF         | Henrik Cleverdahl 4.26,40     | Norrköpings KK                |
| 4x50 m frisim   | Upsala S 1.31,29                                              | Upsala S 1.31,29      | Södertälje SS 1.32,54    | Södertälje SS 1.32,54 | Stockholmspolisens IF 1.33,02 | Stockholmspolisens IF 1.33,02 |
| 4x50 m frisim   | Magnus Rönnevall Lars-Ove Jansson Jan Stensson Richard Milton |                       |                          |                       |                               |                               |
| 4x100 m frisim  | Upsala S 3.20,82                                              | Upsala S 3.20,82      | Borlänge SS 3.23,84      | Borlänge SS 3.23,84   | Malmö KK 3.24,04              | Malmö KK 3.24,04              |
| 4x100 m frisim  | Magnus Rönnevall Lars-Ove Jansson Richard Milton Ulf Eriksson |                       |                          |                       |                               |                               |
| 4x100 m medley  | Upsala S 3.45,72 0NR0                                         | Upsala S 3.45,72 0NR0 | Södertälje SS 3.47,97    | Södertälje SS 3.47,97 | Malmö KK 3.48,74              | Malmö KK 3.48,74              |
| 4x100 m medley  | Anders Peterson Jan Stensson Kenneth Nyman Lars-Ove Jansson   |                       |                          |                       |                               |                               |

### Damer
| Gren            | Guld                                                                | Guld                  | Silver                                 | Silver                   | Brons                       | Brons              |
| 50 m frisim     | Linda Olofsson 25,94                                                | Sundsvalls SS         | Louise Karlsson 26,01                  | Skärets SS               | Ellenor Svensson 26,21      | Norrköpings KK     |
| 100 m frisim    | Ellenor Svensson 56,49                                              | Norrköpings KK        | Louise Karlsson 56,62 Eva Nyberg 56,62 | Skärets SS Mariestads SS | ingen tilldelad             | ingen tilldelad    |
| 200 m frisim    | Malin Nilsson 2.01,04                                               | Malmö KK              | Eva Nyberg 2.01,97                     | Mariestads SS            | Helena Kälvehed 2.02,43     | Norrköpings KK     |
| 400 m frisim    | Malin Nilsson 4.15,68                                               | Malmö KK              | Ann-Sofie Jönsson 4.18,97              | Tunafors SK              | Andrea Bolin 4.19,17        | Jönköpings SS      |
| 800 m frisim    | Malin Nilsson 8.43,97                                               | Malmö KK              | Ann-Sofie Jönsson 8.49,14              | Tunafors SK              | Andrea Bolin 8.52,37        | Jönköpings SS      |
| 50 m fjärilsim  | Louise Karlsson 27,40 0AR0                                          | Skärets SS            | Malin Strömberg 28,01                  | Ystads SS                | Anna Lindberg 28,13         | Helsingborgs S     |
| 100 m fjärilsim | Malin Strömberg 1.02,17                                             | Ystads SS             | Anna Lindberg 1.02,29                  | Helsingborgs S           | Ellenor Svensson 1.02,70    | Norrköpings KK     |
| 200 m fjärilsim | Mikaela Laurén 2.16,30                                              | Stockholmspolisens IF | Malin Strömberg 2.17,81                | Ystads SS                | Malin Persson 2.18,80       | Falu SS            |
| 50 m ryggsim    | Therese Alshammar 30,10                                             | Järfälla S            | Ulrika Jardfeldt 30,21                 | Turebergs IF             | Linda Olofsson 30,33        | Sundsvalls SS      |
| 100 m ryggsim   | Ulrika Jardfeldt 1.03,46                                            | Turebergs IF          | Annika Rasmusson 1.04,79               | Malmö KK                 | Anna-Karin Englund 1.05,24  | Kalix SS           |
| 200 m ryggsim   | Annika Rasmusson 2.15,50                                            | Malmö KK              | Camilla Johansson 2.18,79              | Växjö SS                 | Johanna Larsson 2.19,23     | Upsala S           |
| 50 m bröstsim   | Louise Karlsson 32,57                                               | Skärets SS            | Anna-Karin Persson 32,97               | Mölndals ASS             | Helena Kälvehed 33,61       | Norrköpings KK     |
| 100 m bröstsim  | Anna-Karin Persson 1.10,86                                          | Mölndals ASS          | Anna Rosengren 1.11,97                 | Falu SS                  | Anna Stiberg 1.13,08        | Jönköpings SS      |
| 200 m bröstsim  | Anna Jensen 2.33,36                                                 | Växjö SS              | Anna-Karin Dahlström 2.34,15           | SS Stimmet               | Anna Rosengren 2.35,30      | Falu SS            |
| 100 m medley    | Louise Karlsson 1.01,96 0VR0                                        | Skärets SS            | Helena Kälvehed 1.03,62                | Norrköpings SS           | Ulrika Jardfelt 1.04,79     | Turebergs IF       |
| 200 m medley    | Helena Kälvehed 2.17,79                                             | Norrköpings SS        | Catarina Matsson 2.19,71               | Järfälla S               | Liselotte Petersson 2.20,42 | Södertörns SS      |
| 400 m medley    | Ann-Sofie Jönsson 4.53,57                                           | Tunafors SK           | Ulrika Jardfelt 4.54,76                | Turebergs IF             | Anna-Lena Nilsson 4.56,28   | Malmö KK           |
| 4x50 m frisim   | Malmö KK 1.47,01                                                    | Malmö KK 1.47,01      | Norrköpings KK 1.47,20                 | Norrköpings KK 1.47,20   | Järfälla S 1.47,43          | Järfälla S 1.47,43 |
| 4x50 m frisim   | Anna-Lena Nilsson Annika Rasmusson Malin Nilsson Cecilia Kentell    |                       |                                        |                          |                             |                    |
| 4x100 m frisim  | Malmö KK 3.49,27                                                    | Malmö KK 3.49,27      | Norrköpings KK 3.51,13                 | Norrköpings KK 3.51,13   | Järfälla S 3.52,52          | Järfälla S 3.52,52 |
| 4x100 m frisim  | Anna-Lena Nilsson Annika Rasmusson Malin Nilsson Cecilia Kentell    |                       |                                        |                          |                             |                    |
| 4x100 m medley  | Malmö KK 4.17,97                                                    | Malmö KK 4.17,97      | Järfälla S 4.18,50                     | Järfälla S 4.18,50       | Växjö SS 4.19,44            | Växjö SS 4.19,44   |
| 4x100 m medley  | Annika Rasmusson Charlotte Grunditz Anna-Lena Nilsson Malin Nilsson |                       |                                        |                          |                             |                    |